# Ozobryum ogalalense
Espèce
Synonymes
- Ozobryum ogalalense G.L. Merr.[2]

Statut de conservation UICN

 CR B1+2c : 
En danger critique
Ozobryum ogalalense est une espèce de plantes de la famille des Pottiaceae.

## Publication originale
- Novon 2: 255. f. 1–2. 1992.